# Ekenäs museicentrum
Ekenäs museicentrum EKTA (finska: Tammisaaren museokeskus EKTA) är en finländsk kommunalägd museienhet i Raseborgs stad, Finland. Centrumet är en del av Västra Nylands landskapsmuseum, som i sin tur är landskapsmuseum för Västra Nyland och stadsmuseum i Raseborg.
Ekenäs museum grundades 1906 och hade ursprungligen utställningslokal i rådhuset. I museet finns idag bland annat den lokalhistoriska permanentutställningen "Alla tiders Ekenäs", från 2012 en permanent utställning om Helene Schjerfbecks liv och konst, en fotografiateljéutställning och tillfälliga utställningar.

## Borgargården och uthuslängan
Borgargården vid Gustav Wasas gata och uthuslängan på östra sidan av den nuvarande museigården är byggda antingen på 1790-talet eller omedelbart efter sekelskiftet 1700/1800. Den är uppförd i gustaviansk stil i trä i två våningar. Borgargården ägdes vid mitten av 1800-talet av urmakarmästaren Anders Johan Blomqvist, som bodde där till 1908. Hans dotter Alfhild Blomqvist sålde byggnaden till Ekenäs stad 1947, och den öppnades som museum 1959.

## Museihallen
Ekenäs museicentrums museihall vid Parkgatan på sammanlagt 200 m² uppfördes 1963 med fasad i av röd tegelsten efter ritningar av Ola Hansson. Den tillbyggdes i den västra delen med en flygel av huset i trä 2005 efter ritningar av Kasper Järnefelt.

## Fotografiateljén
Fotografiateljén ligger i Lindbladska huset, som fått namn efter husets siste privata ägare, urmakaren Alf Lindblad. Det byggdes på 1730-talet och är ett av Ekenäs äldsta trähus. Det flyttades 1961 till museigården längs Parkgatan från den närbelägna fastigheten Gustav Wasas gata 14. Där låg i en gårdsbyggnad den Holmströmska fotoateljén. År 1992 byggdes i Lindbladska huset en museiutställning om den Holmströmska fotografiateljén, huvudsakligen med föremål som donerats av fotografen Harry Holmström.

## Forngårdens museum
Forngårdens museum i Snappertuna kyrkoby kom att tillhöra Ekenäs museum i och med sammanslagningen av Snappertuna kommun med Ekenäs stad 1977.